# Antônio Gonçalves Viana
Antônio Gonçalves Viana, cunhado do padre João de Faria Fialho, junto com ele, Borba Gato e Pedro de Avos fez uma entrada, achando nos tabuleiros do Rio Grande, rio das Mortes e Sapucaí córregos auríferos, segundo deu notícia em carta escrita no Rio de Janeiro em 29 de julho de 1694.